# Transkvinna

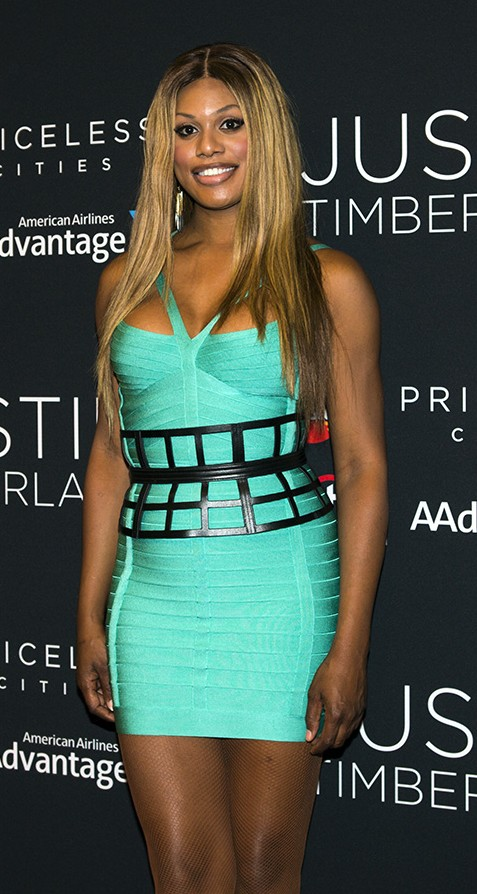
Laverne Cox är en känd transkvinna, transaktivist och skådespelerska.

Transkvinnor är transpersoner som har en kvinnlig könsidentitet. och har tilldelats manligt juridiskt kön vid födseln (ibland förkortat AMAB (Assigned Male at Birth). Många transkvinnor kallar sig endast kvinnor utan att använda trans som prefix.
Motsatsen till transkvinnor, det vill säga kvinnor vars registrerade juridiska kön vid födseln är kvinnligt, benämns ciskvinnor eller cispersoner.

## Transition
Oavsett könsidentitet har många transpersoner ett behov av en transiton, det vill säga att genom en social, medicinsk och/eller juridisk process få könsuttrycket och/eller kroppen att överensstämma med personens könsidentitet. Den vanliga föreställningen är att alla transpersoner genomgår alla steg i transitionen, men så är det inte. En del genomgår alla steg, men långt ifrån för alla.

## Könsbekräftande vård
Transkvinnor kan lida av könsdysfori och därmed ha behov av könsbekräftande vård. Den kan bestå av feminiserande hormonterapi, logopedbehandling, hårborttagning och kirurgi för exempelvis genitalier, bröst och ansikte.

## Sexualitet
Att vara trans är inte en sexuell läggning, utan har med könsidentitet att göra. En transkvinna kan alltså ha vilken sexuell läggning som helst (som homosexuell, heterosexuell, bisexuell eller asexuell) och det finns ingen koppling mellan att vara transperson och sexuell läggning.

## Juridiskt situation i Sverige
Personer som genomgick könskorrigering i Sverige före 2013 var tvungna att sterilisera sig i samband med detta. Föreningen RFSL i samarbete med juristen Kerstin Burman och 160 transpersoner stämde Svenska staten och krävde skadestånd. År 2016 blev Sverige det första landet i världen att ersätta transpersoner för tvångssterilisering i samband med könskorrigering.
Sedan maj 2018 skyddas transpersoner mot hatbrott, olaga diskriminering och förolämpning efter ett beslut av riksdagen.

## Kända transkvinnor
- Laverne Cox, en skådespelare känd från Orange is the New Black och transaktivist
- Caitlyn Jenner, en före detta friidrottare och TV-personlighet
- Lili Elbe, den första person som genomgick könskorrigering
- Anna Grodzka, polsk politiker och första transsexuella parlamentsledamoten i Europa
- Valentina Sampaio, första transkvinna att bli modell för Victoria's Secret
- Tone Sekelius, svensk musikartist och videobloggare

## Källhänvisningar
1. 1 2  ”Vad är trans? | Transformering.se”. www.transformering.se. http://www.transformering.se/vad-ar-trans. Läst 15 april 2018.
2. ↑  ”Ordlista | Transformering.se”. www.transformering.se. http://www.transformering.se/vad-ar-trans/ordlista. Läst 15 april 2018.
3. ↑  ”Cisperson/cis | Nationella sekretariatet för genusforskning”. www.genus.se. Arkiverad från originalet den 31 juli 2018. https://web.archive.org/web/20180731031234/https://www.genus.se/ord/cis/. Läst 5 december 2018.
4. ↑  ”Transgender Persons | Lesbian, Gay, Bisexual, and Transgender Health | CDC” (på amerikansk engelska). www.cdc.gov. 14 november 2018. https://www.cdc.gov/lgbthealth/transgender.htm. Läst 5 december 2018.
5. ↑  ”Sex | Transformering.se”. www.transformering.se. http://www.transformering.se/sex. Läst 5 december 2018.
6. ↑  ”Milstolpe i kampen för upprättelse”. RFSL. Arkiverad från originalet den 6 december 2018. https://web.archive.org/web/20181206001533/https://www.rfsl.se/om-oss/aarsrapport-2016/milstolpe-i-kampen-foer-uppraettelse-2/. Läst 5 december 2018.
7. ↑  ”Transpersoner får äntligen skydd i lagstiftning mot hatbrott”. RFSL. Arkiverad från originalet den 4 september 2018. https://web.archive.org/web/20180904231233/https://www.rfsl.se/aktuellt/transpersoner-far-antligen-skydd-i-hatbrottslagstiftningen/. Läst 5 december 2018.